# Alexander Dubček

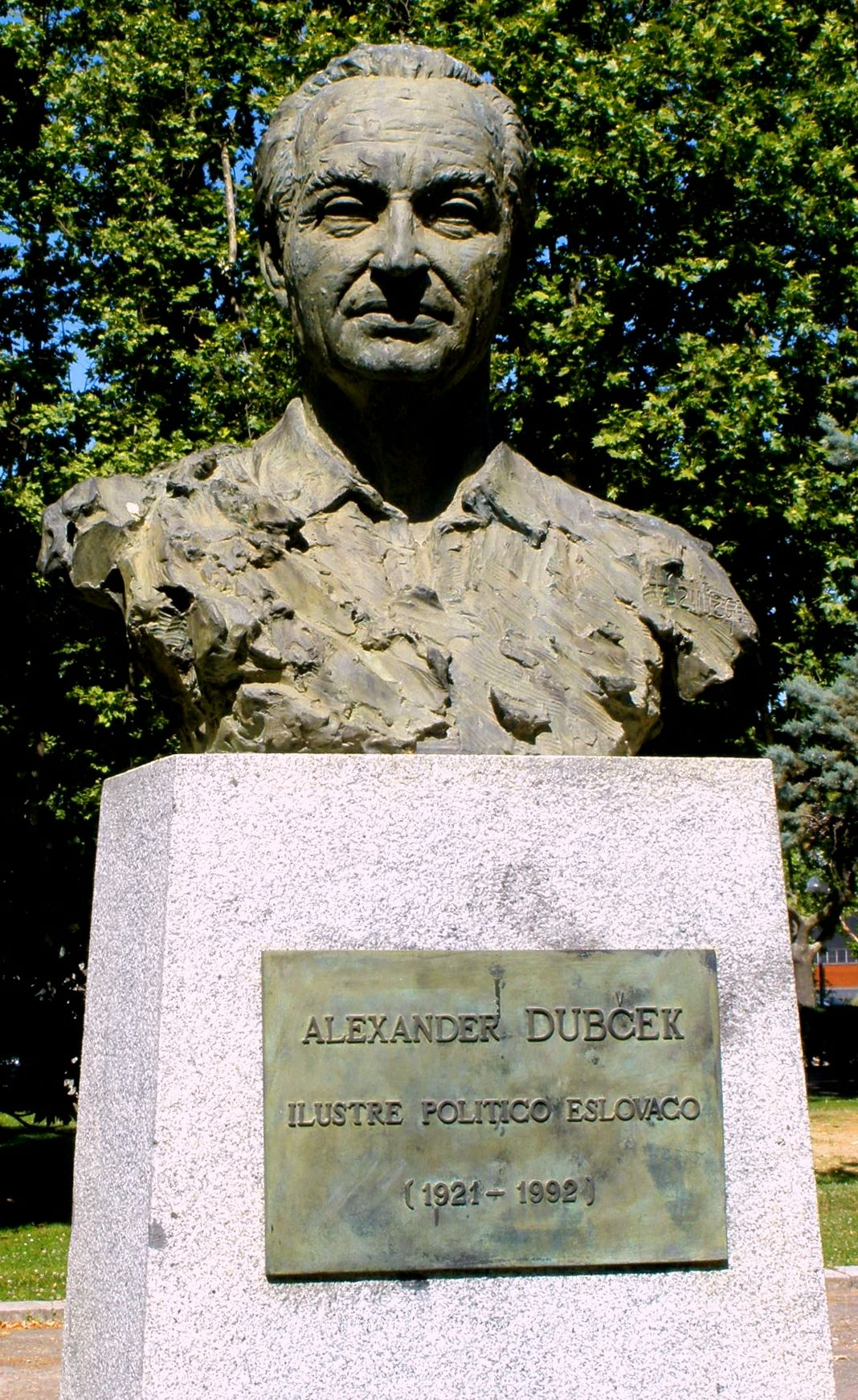
Monumento a Dubcek en la Ciudad Universitaria de Madrid

Alexander Dubček (Uhrovec; 27 de noviembre de 1921–Praga; 7 de noviembre de 1992) fue un político checoslovaco, líder de este país entre 1968 y 1969 y conocido por su intento de reformar el sistema comunista de la República Socialista Checoslovaca (Primavera de Praga).
Durante la Revolución de Terciopelo en 1989, Dubček fue nombrado presidente del parlamento federal checoslovaco y compitió por la presidencia con Václav Havel. El Parlamento Europeo concedió a Dubček el Premio Sájarov el mismo año.
Más conocido por el lema "Socialismo con rostro humano", Dubček lideró un proceso que aceleró la liberalización cultural y económica en Checoslovaquia. A las reformas se opusieron conservadores dentro del partido que se beneficiaban de la economía estalinista, así como intereses del vecino bloque soviético que temían el contagio, la subversión occidental, la vulnerabilidad estratégica y la pérdida de poder institucional. Por razones de intereses institucionales en la Unión Soviética, como los del ejército y el KGB, informes falsos y la creciente preocupación entre los dirigentes soviéticos de que Dubček ya no era capaz de mantener el control del país, Checoslovaquia fue invadida por medio millón de tropas del Pacto de Varsovia dirigidas por los soviéticos en la noche del 20 al 21 de agosto de 1968. Con ello se pretendía posibilitar un golpe de Estado de las fuerzas conservadoras. Sin embargo, ese golpe no pudo materializarse debido a la falta de un liderazgo de reemplazo prosoviético viable y a la inesperada y extraordinaria popularidad de Dubček y de los líderes reformistas. La intervención soviética dio paso a un periodo de maniobras entre conservadores y reformistas en el que los conservadores se apoyaron en la influencia soviética para cambiar el equilibrio de poder, revirtiendo las reformas de la Primavera de Praga.
Dubček se vio obligado a dimitir como jefe del partido en abril de 1969, sucediéndole Gustáv Husák, antiguo reformista y víctima del estalinismo que contaba con el ambiguo favor de Moscú. Esto supuso el fin de la Primavera de Praga y el comienzo de la normalización. Dubček fue expulsado del Partido Comunista en 1970, en medio de una purga que acabó expulsando a casi dos tercios de los miembros del partido de 1968. Esto purgó sobre todo a la generación más joven de comunistas post-Stalin a la que él representaba, junto con muchos de los expertos técnicos y gestores más competentes.
Durante la Revolución de Terciopelo de 1989, Dubček fue Presidente de la parlamento federal checoslovaco y compitió por la presidencia con Václav Havel. El Parlamento Europeo concedió a Dubček el Premio Sájarov ese mismo año.
En el ínterin entre la Primavera de Praga y la Revolución de Terciopelo, Dubček se retiró de la alta política, pero sirvió como principal inspiración y líder simbólico del eurocomunismo, manteniendo contactos intermitentes con los reformistas comunistas europeos, especialmente en Italia y la Unión Soviética. También en 1989, poco antes de su muerte, Andrei Sájarov escribiría: "Estoy convencido de que el 'soplo de libertad' del que disfrutaron los checos y los eslovacos cuando Dubček era su líder fue un prólogo de las revoluciones pacíficas que están teniendo lugar ahora en Europa del Este y en la propia Checoslovaquia" Sájarov se inspiró en Dubček y en la Primavera de Praga.
En el momento de su muerte en accidente de tráfico en 1992, Dubček seguía siendo una importante figura política. Muchos le veían como el futuro Presidente de la recién creada Eslovaquia. Desde entonces, su vida y su obra se han revalorizado considerablemente. Esto se produce después de haber sido eclipsados durante mucho tiempo por narrativas y retóricas simplistas de la Guerra Fría. Según Jan Adamec, historiador residente en Praga: "Creo que hay una tendencia que se hizo evidente alrededor de 2009, y se hizo aún más visible tras la muerte de Václav Havel, que muestra cierta reconsideración del período entre 1968 y 1989. La imagen es cada vez más diversa, y ya no es tan en blanco y negro como en la década de 1990: el mal comunista y la sociedad temerosa y reprimida. La imagen adquiere ahora una variedad de colores". 

## Biografía

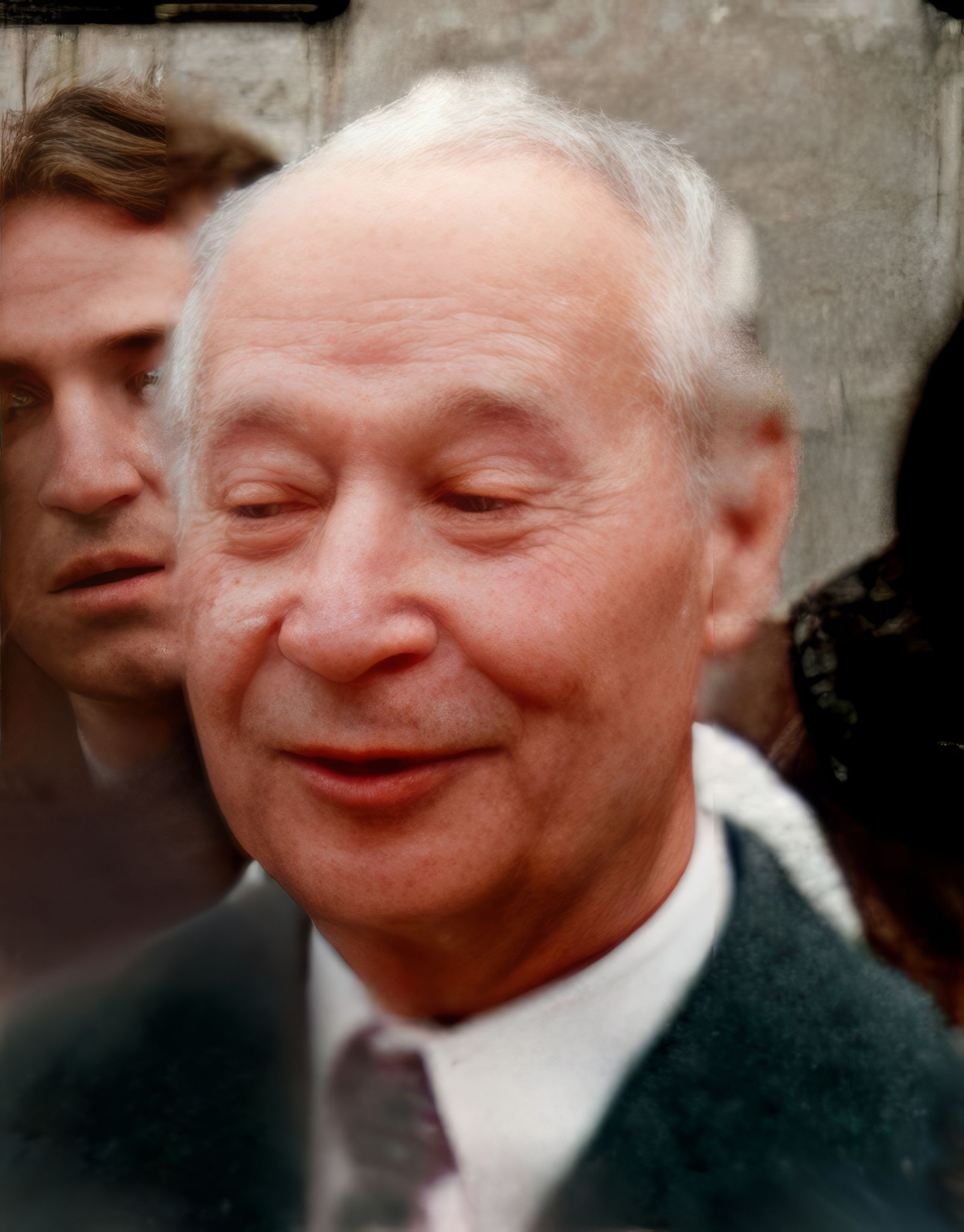
En 1989 tras su regreso a Praga.

Alexander Dubček nació en Uhrovec, Checoslovaquia (ahora en Eslovaquia), el 27 de noviembre de 1921. Su padre fue un obrero emigrante en la Unión Soviética. Su educación la recibiría en la URSS. La familia regresó a Eslovaquia en 1938. Al año siguiente, Dubček ingresó en el Partido Comunista Checoslovaco. Durante la Segunda Guerra Mundial tomó parte en la resistencia contra la ocupación nazi. Demostró su capacidad de organización al protagonizar el levantamiento nacionalista eslovaco contra las tropas alemanas en el invierno de 1944 a 1945. Resultó herido en repetidas ocasiones.
En 1949 fue nombrado secretario de distrito del Partido en Trenčín y en 1951 fue elegido miembro del Comité Central y diputado de la Asamblea Nacional, lo que motivó su traslado a Bratislava, donde estudió Derecho en la Universidad Comenius de Bratislava.
Entre 1955 y 1958, Dubček asistió a la Escuela Superior de Mandos del Partido en Moscú. Dos años después ya era miembro del Presidium del Comité Central. En mayo de 1963, Dubček reemplazó a K. Bacílek como primer secretario del Partido en Eslovaquia. Y en enero de 1968, desplazó al mismo presidente de la República, Antonín Novotný, como primer secretario del CC.

### Primavera de Praga
Dirigió el intento de democratización socialista en su país. Su propósito, destinado a democratizar el Estado y las estructuras internas del Partido, y abrir la nación a las potencias occidentales, fue refrendado por gran parte de la población checoslovaca. El intento (el socialismo en libertad o de rostro humano) sería abortado en la invasión del Pacto de Varsovia a Checoslovaquia llevada a cabo por la URSS y sus aliados del Pacto de Varsovia (salvo Rumania). Dubček y otros cinco miembros del Presidium fueron secuestrados por la policía soviética de ocupación y llevados a Moscú, donde "se les hizo entrar en razón", firmando el Protocolo de Moscú. Cuando volvió a Praga se lo consideraba un cadáver político.
Hasta 1969 fue presidente de la Asamblea Federal de Checoslovaquia. Es en ese mismo año cuando resulta expulsado del Partido. Se le nombra embajador en Turquía. No tardará en ser destituido: de nuevo en Praga, trabaja como burócrata de una explotación forestal. No volverán a tenerse noticias de su paradero hasta 1974, cuando sale a la luz una carta abierta, firmada por él y dirigida a la Asamblea Federal donde se ratifica en los postulados democráticos de 1968, critica las posiciones políticas del Partido y denuncia los abusos de poder del primer secretario Gustáv Husák. Durante casi 20 años vivió en Bratislava vigilado.

### Revolución de Terciopelo
El 26 de noviembre de 1989, Dubček es aclamado en la Plaza de Wenceslao, de Praga, por miles de compatriotas. Inspirador del cambio democrático, se lo designa, por segunda vez, presidente del Parlamento checoslovaco. En su intervención Dubček relacionó el socialismo humano de Gorbachov con aquel otro propuesto en 1968.

## Exilio en Bratislava
Tras su expulsión del partido, Dubček se convirtió en una persona cuya sola mención estaba prohibida. En 1988 declaró a Voice of America que "lo que había vivido no podía describirse como "vida" en el sentido normal de la palabra, sino más bien como una cuestión de supervivencia."  Las interpretaciones al final de la guerra fría lo trataron como un hombre que había perdido relevancia debido a un aislamiento prolongado en una vida privada forzada. De hecho, su vida se convirtió en cualquier cosa menos privada. La vigilancia era constante e intrusiva. Tal vez simplemente sobrevivió a la narrativa que le había confinado tanto como la policía, pero no carecía de importancia política.
Mientras que los primeros reportajes periodísticos del periodo de normalización, 1970-74, muestran a un hombre que evitaba activamente llamar la atención y que se movía con incertidumbre entre empleos inseguros; diciéndole a un fotógrafo de Alemania Occidental: "Por favor, señor. Por favor, señor, si quiere ayudarme no venga a verme". Y a las colegialas riéndose y diciendo que lo único que les decían en el colegio era que había hecho algo malo. Otros informes lo veían como un hombre que vivía de forma segura pero anónima con su mujer y sus hijos en una cómoda villa en un bonito barrio de Bratislava. Esta parece haber sido la fábula oficial, ya que ninguna prueba sugiere que esta sea una imagen totalmente exacta. Cuando, en 1975, las autoridades se volcaron en procesar a su esposa, Anna, ésta presentó pruebas de la situación de inseguridad de toda la familia y amigos personales a los que se negaba atención médica adecuada, de sus hijos a los que se les negaban apartamentos, de los guardias armados apostados en su casa que les hacían temer su incautación, y de su propio estado nervioso y problemas de salud derivados de la vigilancia y persecución constantes. Surgió toda una política en torno a la falsa descripción de la estabilidad, seguridad y privilegios de la vida "privada" de Dubcek, en parte para hacer plausible que Alexander estuviera en libertad de participar intensamente en actividades contrarrevolucionarias. Dubcek fue descrito como un maestro espía, o cuando se demostró que no lo era o cuando fue tergiversado por el régimen u otros, como una marioneta egocéntrica y simplona de poderosas fuerzas externas que vivía una vida privada autoindulgente aislada de la participación y la comprensión políticas. Las quejas, como que los hijos de Dubček obtuvieran altas calificaciones y fueran admitidos en la universidad, fueron descritas por un escritor como "venganza farisaica de los aduladores soviéticos" dentro del régimen.
Tal y como informaba la publicación alemana, Dubček consiguió finalmente un puesto como jefe del parque móvil en la Administración Forestal Regional, y después trabajó como guardabosques. Siguiendo el modelo de otros miembros del partido purgados, fue degradado a un trabajo de menor visibilidad y responsabilidad plantando árboles. Dubček diría que rompió su silencio por primera vez publicando cartas que sacó del país de contrabando después de que se le negara el derecho a enterrar a su madre a la luz del día en 1974, por temor a que provocara una manifestación antigubernamental. Las cartas públicas de Dubcek a otros partidos y a la Asamblea Nacional formaban parte de una "campaña" internacional más amplia de miembros purgados a la que se fueron uniendo gradualmente muchas figuras de alto nivel fuera de Checoslovaquia y otros activistas nacionales. Esta campaña se vio espoleada por la publicación internacional de las "memorias" de Josef Smrkovský, así como por la a veces descrita reacción 'histérica' de Husak ante las transgresiones y escritos, tanto reales como inventados, de Dubček. Esto, en última instancia, dio a Dubček una mayor voz a través de aliados contrarios al régimen y provocó aún más a Dubcek en su autopreservación. Cuando en septiembre de 1975, mientras Husak intensificaba las represiones tras su consolidación en posiciones de liderazgo, Dubček reaccionó a los interrogatorios negándose a negar la información filtrada o a protestar por el uso falso de su nombre, contra-amenazando con actuar "decisivamente" si se tomaban "medidas represivas" contra él.
De hecho, el antiguo líder de la Primavera de Praga tenía mucho en común con las tendencias eurocomunistas. Había retos comunes en los países del este y del oeste atrapados entre las superpotencias, pero que buscaban tanto sanar la división de Europa como ganar autonomía frente a la influencia de la política de las grandes potencias. El eurocomunismo pretendía unificar el movimiento obrero europeo y participar plenamente en la democracia parlamentaria e interna, descentralizarse y dirigir un rumbo independiente. Esto no sólo les llevó a un conflicto directo con la Unión Soviética durante la represión contra el sindicato Solidaridad, sino que habían estado en abierto desacuerdo con Moscú sobre la invasión de Checoslovaquia. En 1968, el enfrentamiento fue menos público pero igual de claro. En una reunión restringida del partido comunista italiano, Enrico Berlinguer dijo a sus miembros que preparasen sus bases para un enfrentamiento con los dirigentes soviéticos por la invasión.
Dubček tenía una larga historia de contactos no sólo con el partido comunista italiano, sino también con su periódico l'Unita y sus periodistas. Un artículo muy favorable sobre él en L'Unità, del 29 de junio de 1970, en el que se informaba de su expulsión del partido, lo presentaba como un comunista socialdemócrata que pretendía cambiar el estilo de gobierno del partido. Tocó la fibra sensible del público italiano y siguió siendo un símbolo popular de ideales compartidos. Bajo vigilancia constante y separado de sus contactos domésticos, le resultaba en muchos sentidos más fácil contactar con los medios y partidos comunistas occidentales que con su propio partido y su gente. En una carta al Partido Comunista Italiano, consideraba que el uso de intermediarios era la forma natural de actuar:
"Puesto que la cuestión de la vía política en el Partido Comunista se ha internacionalizado, no puede permanecer interna en este momento. Después de la expulsión de casi 600.000 comunistas del partido y de su privación de derechos civiles y sociales a nuestras leyes y a la Constitución de la Checoslovaquia, la crisis en el partido se profundizó aún más. Un punto de partida gradual sólo puede venir con la ayuda de otros partidos comunistas de países socialistas y de otros partidos comunistas, especialmente europeos...Ayudar a otros partidos comunistas no puede entenderse como interferir en los asuntos internos de otro partido comunista, porque hace tiempo que se ha convertido en un asunto internacional"
El establecimiento de la Carta 77, y sus contactos internacionales, añadiría aún más peso a causas como la de Dubček. La corriente fluía en ambos sentidos, ya que las tendencias eurocomunistas también penetraban en la política interna checoslovaca, orientando tanto las demandas políticas como los métodos de disidencia.
Cuando el presidente estadounidense Reagan reavivó la guerra fría con el despliegue de misiles nucleares de medio alcance en suelo europeo, evocó las mismas cuestiones que llevaron a los militares soviéticos a una predisposición institucional a favor de la invasión. El gobierno de Dubček se resistía a la presión soviética para estacionar armas nucleares soviéticas para lanzarlas desde su suelo. Una evaluación de la NSA determinó que el principal motivo soviético para la invasión en 1968 era militar, ya que la Primavera de Praga había desbaratado el tratado secreto de despliegue nuclear "conjunto" firmado por el gobierno anterior. Al igual que en Occidente, este tipo de despliegue fue visto en los países del Este como una renuncia a una política exterior independiente, al dar a su superpotencia aliada la capacidad de lanzar un ataque nuclear desde su propio suelo sin que la nación anfitriona tuviera nada que decir al respecto.
La relación de Dubček con los comunistas italianos daría lugar a su primera entrevista pública directa, que impulsó a la Universidad de Bolonia a ofrecerle un doctorado honoris causa como hombre capaz de salvar las diferencias entre el Este y el Oeste. Su viaje a Italia en 1988, y el reconocimiento público que obtuvo tanto por la oportunidad como por el prestigio de un premio que compartió con Nelson Mandela, marcaron su regreso a la alta política. Fue en un momento en el que la perestroika se abría paso por fin en las naciones del bloque soviético fuera de la Unión Soviética. Esto condujo directamente a su rehabilitación parcial, así como a su regreso a la vida pública. Inmediatamente después de recibir el premio, Dubček fue felicitado por Rudolf Slansky, hijo de Rudolf Slánský, quien señaló su importancia como, "no sólo un símbolo de la Primavera de Praga, sino también un símbolo de cambios inevitables en Checoslovaquia y una alternativa política real".
En 1989, se le concedió el Premio Sájarov anual en su segundo año de existencia.

## Muerte
El 7 de noviembre de 1992, Dubček falleció en un hospital de Praga después de un accidente automovilístico en la autopista D1 cerca de Humpolec. Está enterrado en Bratislava.

## Condecoraciones y premios
- Premio Sájarov (1989)